# Přešovice
Přešovice település Csehországban, a Třebíči járásban. Přešovice Tavíkovice, Újezd, Litovany és Rouchovany településekkel határos. Lakosainak száma 131 fő (2024. január 1.).

## Népesség
A település lakosságának változását az alábbi diagram mutatja:
| Lakosok száma | 295  | 288  | 280  | 238  | 216  | 144  | 142  | 135  | 134  | 131  |
|               | 1869 | 1900 | 1921 | 1961 | 1980 | 2011 | 2016 | 2019 | 2021 | 2024 |